# The Secret Is Love
The Secret Is Love é uma canção da cantora Nadine Beiler. Ela representou a Áustria no Festival Eurovisão da Canção 2011 na segunda semi-final, terminando em 7º lugar com 69 pontos, conseguindo passar á final e classificando-se em 18º lugar com 64 pontos na final.

## Letra
A canção é uma balada, na qual Beiler diz que com o amor poderemos fazer tudo, pois não iremos ficar neste mundo eternamente.